# هامبر المحدودة
هامبر المحدودة شركة بريطانية لتصنيع الدراجات والدراجات البخارية والسيارات المدمجة وإدراجها في البورصة عام 1887. أخذت اسم Humber & Co Limited بسبب السمعة العالية لمنتجات إحدى الشركات المكونة التي كانت تنتمي إلى Thomas Humber. نقلت إعادة البناء المالي في عام 1899 أعمالها إلى
هامبر المحدودة.
من الاهتمام بالسيارات التي بدأت في عام 1896، أصبح قسم المحركات أكثر أهمية من قسم الدراجات وتم بيع العلامات التجارية للدراجات إلى رالي في عام 1932. تم سحب الدراجات النارية من لسوق خلال فترة الكساد في الثلاثينيات.
بحلول عام 1960 كان الإنتاج السنوي حوالي 200000 سيارة. أثبتت سيارة Hillman Imp، التي تبنت سيارة جديدة تمامًا، أنها تجاوزت موارد مجموعة Humber and Rootes وتم شراء أعمالهم من قبل شركة Chrysler Corporation في عام 1967.

## الملكية والسيطرة

### 1919-1939
كانت هناك ركود في فترة ما بعد الحرب في أوائل عشرينيات القرن العشرين، بالإضافة إلى انتقال الجمهور من دورات الدواسات إلى الدراجات النارية وكذلك السيارات. تخلى كل من روفر وSinger وSwift ورتيومف وRiley عن التصنيع. 

#### عمليات الاستحواذ على هامبر
في عام 1925 انتقلت هامبر إلى إنتاج المركبات التجارية مع شراء Commer. 
قبل الجذور
بعد الجذور
- دورات هامبر
- دراجات نارية هامبر
- قائمة شركات تصنيع السيارات في المملكة المتحدة